# Kusacu (Gunma)
Kusacu (japonsky 草津町, Kusacu-mači) je lázeňské město v japonském distriktu Agacuma v prefektuře Gunma nacházející se na ostrově Honšú. Město se nachází zhruba ve výšce 1200 metrů nad mořem. Na západ od města se nachází aktivní vulkán Kusacu-Širane.
V roce 2008 mělo Kusacu 7 419 obyvatel a zaznamenávalo mírný pokles počtu obyvatel. Hlavní zdrojem příjmů města je turismus (kolem 90 % pracujících je zaměstnáno v terciárním sektoru), s malým podílem průmyslu a téměř žádným podílem zemědělství.
Ve městě se nachází okolo stovky termálních pramenů, tzv. onsen. Voda z onsenů není využívána jen pro léčivé koupele, ale i pro vytápění řady budov a během zimy k zajištění silnic beze sněhu.
Průměrná teplota činí 7 °C s maximální teplotou kolem 30 °C v létě a minimální teplotou -14 °C v zimě. Hlavní dešťová sezóna je od června do září.

## Partnerská města
japonská:
- Hajama (Kanagawa)
- Noboribecu (Hokkaidó)
- Kusacu (Šiga)

zahraniční:
- Bietigheim-Bissingen, Německo
- Neustift im Stubaital, Rakousko
- Karlovy Vary, Česko
- Snowy River Shire, Austrálie